# Pavle Bidev
Pavle Bidev, makedonski zgodovinar in šahovski mojster, * 22. junij 1912, Prijepolje, † 16. januar 1988.

## Dela
- Šah, simbol kosmosa